# جورج ديفيس (محرر)
جورج ديفيس (بالإنجليزية: George Davis)‏ (4 فبراير 1906، شيكاغو في الولايات المتحدة - 25 نوفمبر 1957، برلين في ألمانيا)؛ كاتب وروائي بريطاني-أمريكي.